# ديانا هارت
ديانا هارت هي عارضة ومديرة (مصارعة محترفة) كندية، ولدت في 8 أكتوبر 1963 في كالغاري في كندا.

## وصلات خارجية
- ديانا هارت على موقع IMDb (الإنجليزية)